# Edita Žiobienė
Edita Žiobienė (* 5. Juli 1973 in Alytus) ist eine litauische Juristin.

## Leben
Nach dem Abitur an der Mittelschule Alytus 1971 absolvierte Žiobienė 1995 ein Bachelorstudium der Soziologie und 1998 das Masterstudium der Rechtswissenschaft an der Vytauto Didžiojo universitetas (VDU) in Kaunas sowie 2007 das Bachelorstudium der Rechtswissenschaft an der Mykolo Romerio universitetas in Vilnius. 2003 promovierte sie in Rechtswissenschaft zum Thema “Informacijos apie privatų asmens gyvenimą apsauga” an der Lietuvos teisės universitetas.
Von 1994 bis 1998 arbeitete Žiobienė als Oberinspektorin der Wissenschaftsgruppe am Amt für akademische Angelegenheiten der Kauno technologijos universitetas und von 1998 bis 2002 als oberste Juristin in der Rechtsabteilung der Verwaltung von Bezirk Kaunas. Von 1998 bis 2002 war Žiobienė Assistentin im Rechtsinstitut der VDU. Sie lehrte Litauisches Verfassungsrecht, Menschenrechte, Zivilrecht an der VDU. Von 2002 bis 2003 leitete sie die Rechtsabteilung der Bezirksverwaltung Kaunas und von 2004 bis 2010 als Direktorin das Litauische Zentrum für Menschenrechte (Lietuvos žmogaus teisių centras). Seit 2003 lehrt Žiobienė als Dozentin im Verfassungsrecht-Lehrstuhl an der Rechtswissenschaftlichen Fakultät der Mykolo Romerio universitetas. Seit 2010 arbeitet sie als litauische Kinderrechtsschutzbeauftragte. 
Žiobienė ist verheiratet und hat vier Töchter.